# Zadzierzgnięcie prącia
Zadzierzgnięcie prącia (łac. strangulatio penis) – okrężne zaciśnięcie prącia przez nieodprowadzalny napletek ze zwężonym ujściem (tzw. załupek) lub przez nałożone na prącie ciało obce. Używanie przedmiotów przez dorosłych jest zazwyczaj motywowane autoerotycznie lub chęcią przedłużenia erekcji (mogą do tego celu być używane np. stalowe pierścienie, gumki recepturki, butelki). U niemowląt i dzieci zadzierzgnięcie (np. sznurkiem, nitką czy włosem) może nastąpić przez przypadek, ale czasami opiekunowie stosują przedmiot, aby powstrzymać moczenie się dziecka.
Urazy spowodowane zadzierzgnięciem obejmują od obrzęku prącia po owrzodzenie, martwicę, urostomię, a nawet gangrenę (choć ta ostatnia jest rzadkością). Rezultaty leczenia są stosunkowo dobre (13–30% pacjentów ma trwałe powikłania nawet po długich okresach zadzierzgnięcia prącia). Szybka diagnoza i wczesne leczenie przez lekarzy oddziałów ratunkowych są niezbędne, aby uniknąć potencjalnych powikłań martwicy niedokrwiennej. Często ze względu na odczuwany wstyd, pacjenci zgłaszają się, gdy obrażenia są już poważne.